# Mitkuszki
Mitkuszki (lit. Mitkuškiai) – wieś na Litwie, w okręgu wileńskim, w rejonie wileńskim, w gminie Podbrzezie.

## Historia
Pod zaborami wieś i osada karczemna; w II Rzeczypospolitej wieś. W XIX i w początkach XX w. położone były w Rosji, w guberni wileńskiej, w powiecie wileńskim, w gminie Podbrzezie. Po I wojnie światowej pod administracją polską, w Zarządzie Cywilnym Ziem Wschodnich. W latach 1920–1922 w składzie Litwy Środkowej.
Od 11 kwietnia 1922 leżały w Polsce, w województwie wileńskim, w powiecie wileńsko-trockim, w gminie Podbrzezie. W 1931 miejscowość liczyła 116 mieszkańców, zamieszkałych w 21 budynkach.
Po II wojnie światowej w granicach Związku Sowieckiego. Od 1991 na niepodległej Litwie.

## Ludzie związani z miejscowością
- Czesław Dawcewicz ps. „Brzoza” (ur. w 1926 w Mitkuszkach) – żołnierz Armii Krajowej, łagiernik[3]